# Elacatinus
Die Grundeln der Gattung Elacatinus leben in den Korallenriffen der Karibik, des Golfes von Mexiko und an der Pazifikküste Mittelamerikas. Es sind schlanke, kleine, meist nur drei bis vier Zentimeter lange Fische.
Ein Teil der 28 Arten, darunter die Hainasengrundel (E. evelynae), die Neongrundel (E. oceanops), sowie E. genie, E. illecebrosus, E. prochilos und E. randalli werden auch Putzergrundeln genannt und nehmen in ihrem Lebensraum die ökologische Rolle der Putzerlippfische aus dem Indopazifik ein, die in der Karibik fehlen. Sie säubern größere Fische an sogenannten Putzerstationen, ähneln in ihrer Zeichnung den Putzerlippfischen und ernähren sich wahrscheinlich ausschließlich von den parasitischen Kleinkrebsen, die sie ihren „Kunden“ von der Haut fressen.
Ein weiterer Teil der Arten, darunter E. chancei, E. horsti, E. louisae, E. tenox und E. xanthiprora lebt in Röhrenschwämmen und ernähren sich hauptsächlich von dem kleinen Borstenwurm Syllis spongicola, der als Parasit die Schwämme besiedelt.

## Arten

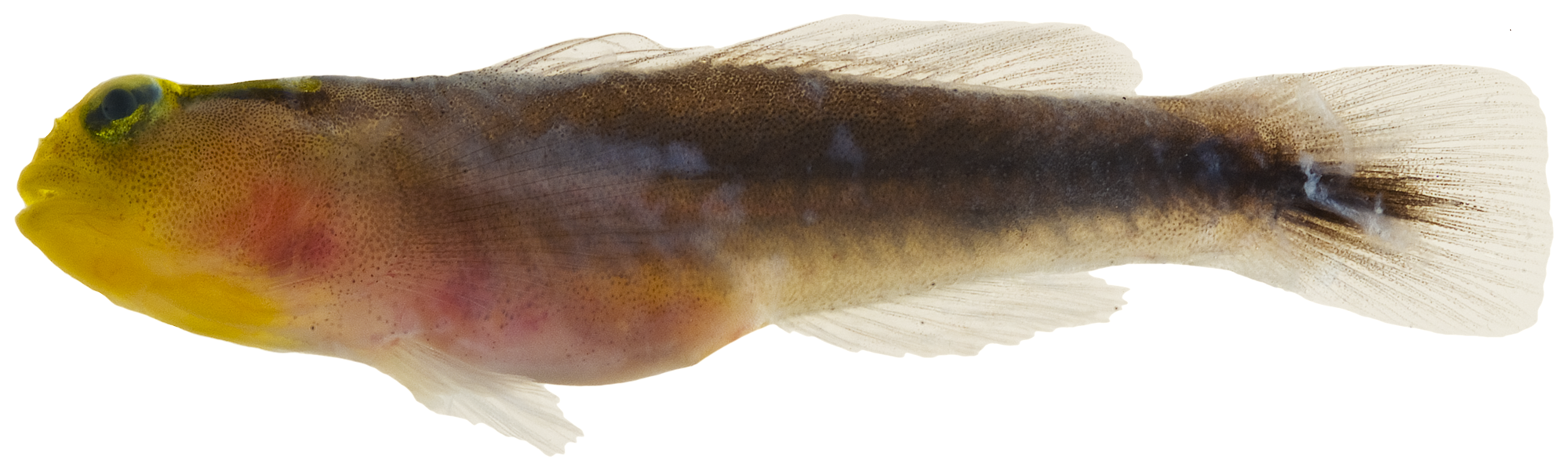
Elacatinus chancei

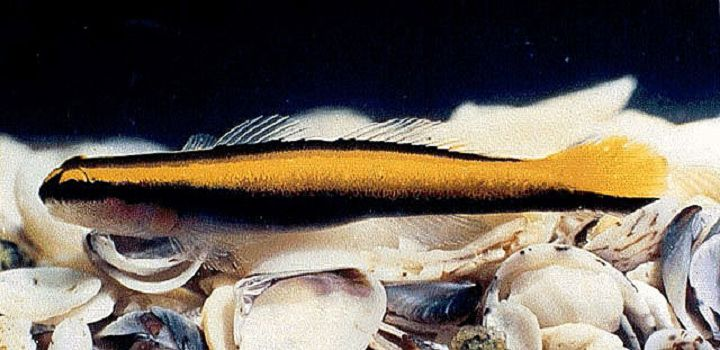
Elacatinus figaro

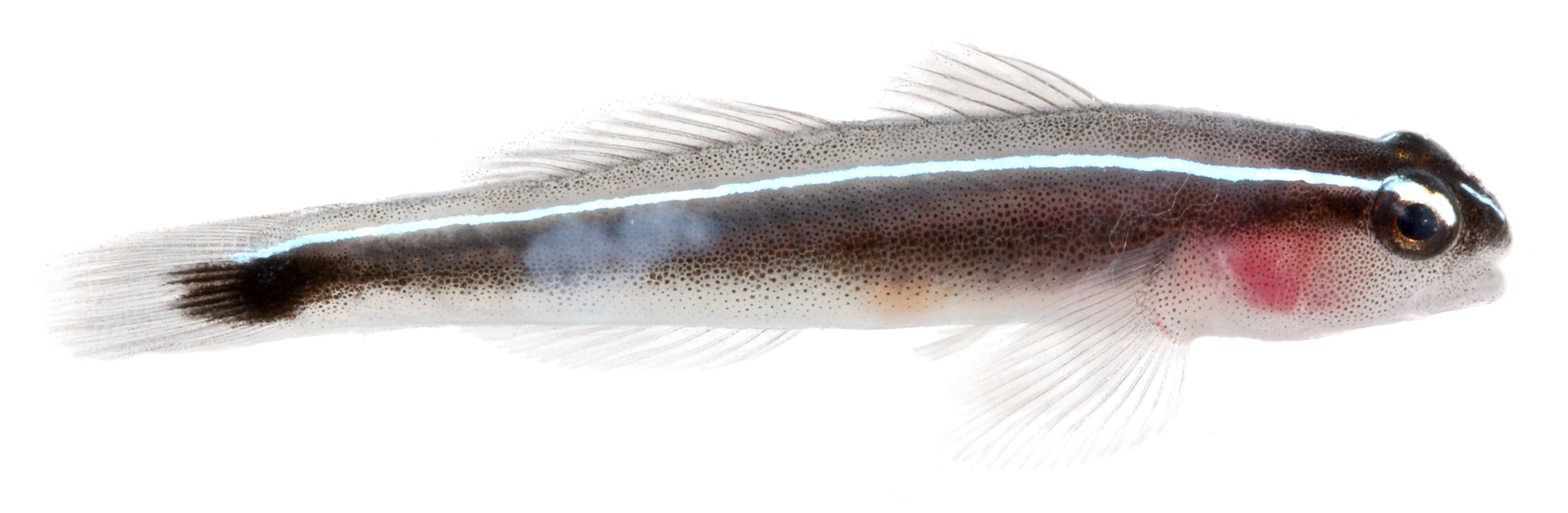
Elacatinus lori

- Elacatinus atronasus (Böhlke und Robins, 1968)
- Elacatinus chancei (Beebe und Hollister, 1933)
- Elacatinus cayman Victor, 2014
- Elacatinus centralis (Beebe und Hollister, 1933)
- Elacatinus digueti (Pellegrin, 1901)
- Hainasengrundel (Elacatinus evelynae) (Böhlke und Robins, 1968)
- Elacatinus figaro Sazima, Moura und Rosa, 1997
- Elacatinus genie (Böhlke und Robins, 1968)
- Elacatinus horsti (Metzelaar, 1922)
- Elacatinus illecebrosus (Böhlke und Robins, 1968)
- Elacatinus janssi Bussing, 1981
- Elacatinus jarocho (Taylor & Akins, 2007)
- Elacatinus limbaughi Hoese und Reader, 2001
- Elacatinus lori (Colin, 2002)
- Elacatinus louisae (Böhlke und Robins, 1968)
- Elacatinus macrodon (Beebe und Tee-Van, 1928)
- Elacatinus multifasciatus (Steindachner, 1876)
- Elacatinus nesiotes Bussing, 1990
- Neongrundel (Elacatinus oceanops) Jordan, 1904
- Elacatinus pridisi (Guimarães, Gasparini & Rocha, 2004)
- Elacatinus prochilos (Böhlke und Robins, 1968)
- Elacatinus randalli (Böhlke und Robins, 1968)
- Elacatinus saucrus (Robins, 1960)
- Elacatinus tenox (Böhlke und Robins, 1968)
- Elacatinus xanthiprora (Böhlke und Robins, 1968)
- Elacatinus zebrellus (Robins, 1958)